# 安德烈·洛特尔
安德烈·洛特勒（德語：André Lotterer，1981年11月19日—），德国赛车手，目前在電動方程式的Avalanche安德烈提电动方程式车队效力。
洛特勒以他在汽车耐力赛中出色的成绩为人熟知，他曾经三次赢得勒芒24小时耐力赛的冠军，还曾代表奥迪车队夺得世界耐力锦标赛的年终车手总冠军。而他在日本超级方程式赛事及更名前的日本方程式赛事长期参赛，并在2011年取得日本方程式冠军。
洛特勒曾在2002赛季成为F1捷豹车队测试车手，但并未得到正式车手席位。12年之后，他在2014赛季代表卡特汉姆车队，取代小林可梦伟出赛2014年比利时大奖赛，该场比赛是洛特勒参加的唯一一场F1正赛。

## 赛车生涯

### 早年经历
洛特勒出生在西德杜伊斯堡，父亲亨利·洛特勒是德国籍秘鲁裔人 ，母亲则是比利时人 。他虽然在德国出生，但却和母亲在比利时尼韦勒长大。虽然他持比利时赛照参赛，也拥有比利时和德国双重国籍，但他选择在比赛中代表德国参赛。

### 初级方程式及F1试车手
洛特勒先后在1998和1999年在德国宝马方程式初级比赛和全国比赛上取得年度积分榜首位，又在2000年转战德国三级方程式赛场，并在当年度第3站霍根海姆站比赛上取得德国F3比赛的首胜，并连续赢得3场比赛胜利，一度在积分榜上领先，却在赛季结束后在积分榜上只排名年度第4名。
随后他在2001年代表捷豹车队青年队出赛英国三级方程式比赛，取得1次胜利，3个杆位及5个领奖台完赛成绩，最终排名年度第7位，同时他也代表捷豹车队完成部分测试工作。
2002年1月，洛特勒被捷豹车队任命为全职试车手，2002赛季末，埃迪·埃尔文宣布退役，佩德罗·德·拉·罗萨宣布离队，洛特勒曾有希望成为捷豹车队正式车手，但捷豹最后却选择了马克·韦伯和安东尼奥·皮佐尼亚作为车队正式车手。随后洛特勒代表戴尔·科恩车队参加了一场美国冠军系列赛的比赛，并在比赛上取得1分。

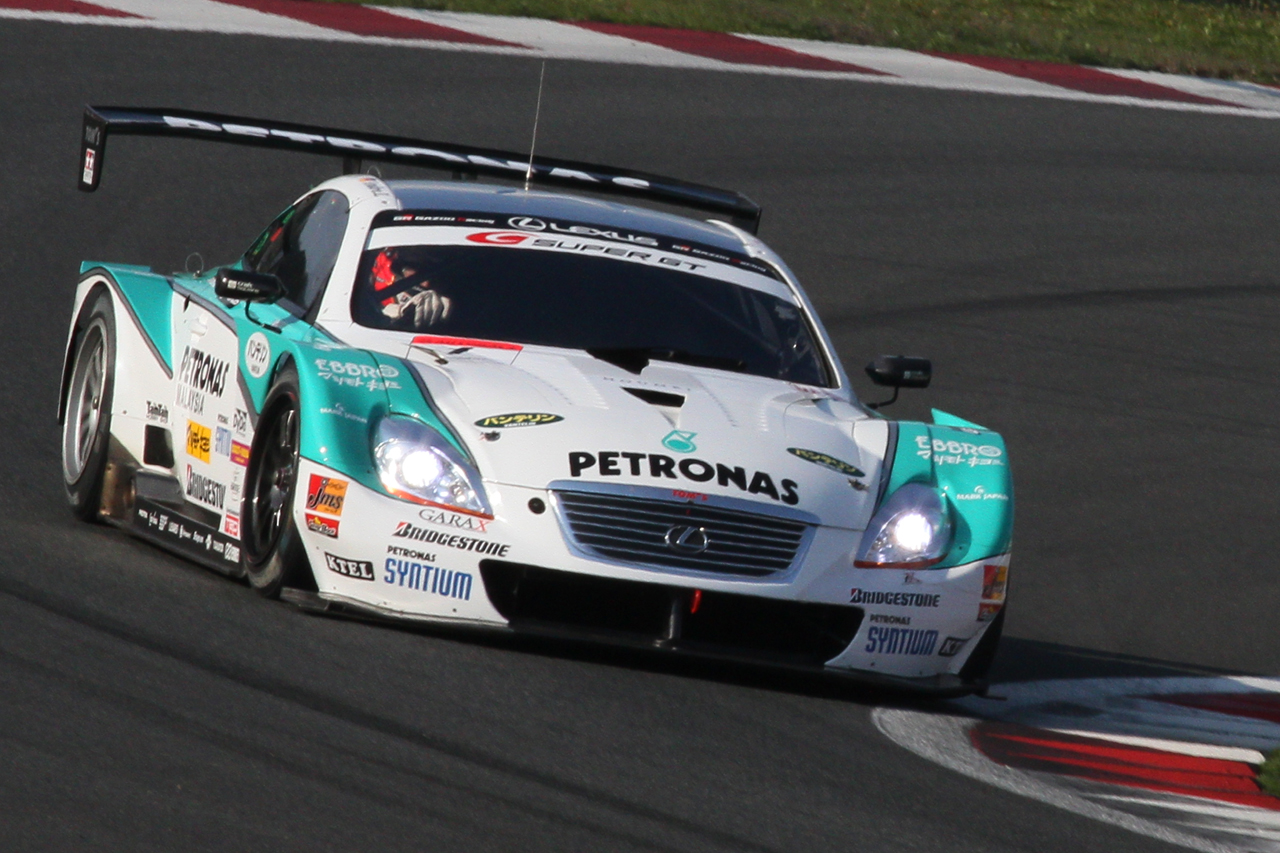
为雷克萨斯马石油TOM'S车队出战2010年超级GT房车赛的洛特勒

### 转战日本赛场（2003-2017）
在没能获得捷豹车队正式车手席位后，洛特勒转向日本赛场，并在2003赛季加盟前F1车手中嶋悟成立的中岛车队征战日本方程式和全日本GT锦标赛比赛。在中岛车队效力的三个赛季之中，他曾在2004赛季日本方程式比赛中取得年度亚军，共获得4次日本方程式分站冠军，1次全日本GT分站冠军。
2006赛季至2017赛季，洛特勒转投TOM'S车队征战日本方程式及Super GT，并在2006年和2009年两次取得超级GT系列赛年度冠军，2011年又取得日本方程式年度冠军。

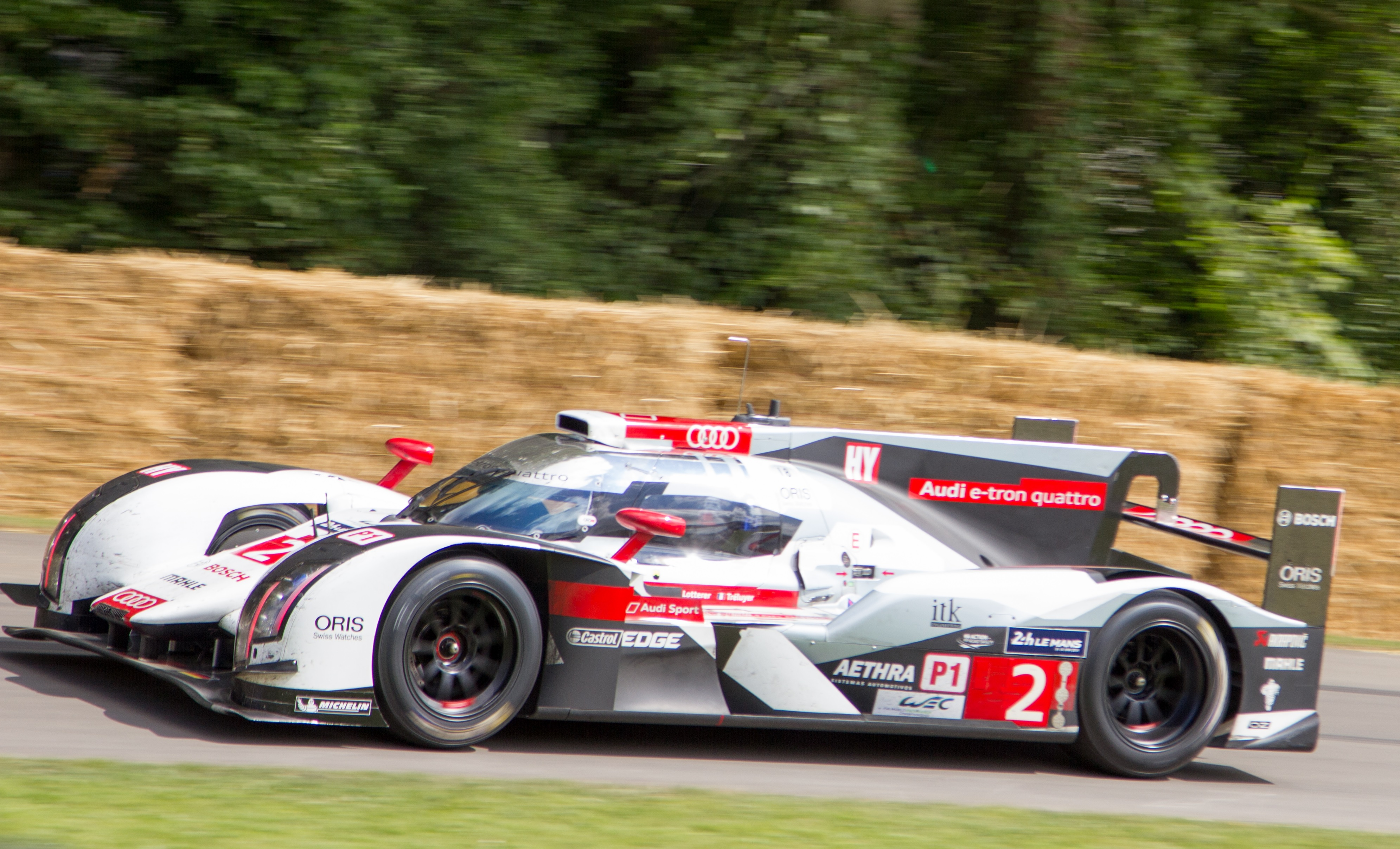
2014年古德伍德速度节上驾驶奥迪R18赛车的洛特勒

### 勒芒24小时及耐力赛场（2009-2019）
2009年勒芒24小时耐力赛上，洛特勒首次代表科林·科勒斯车队以比赛周临时车手身份驾驶奥迪R10 TDI赛车出战耐力赛场。由于车队的另一位正赛车手纳拉因·卡蒂凯扬因在休赛期发生肩膀脱臼无法参赛，洛特勒和同为勒芒新秀的小查尔斯·兹沃尔斯曼联手驾驶了整场比赛，最终取得全场及LMP1组别第7位。
由于2009年勒芒24小时比赛上的优秀表现，2010年洛特勒转投奥迪厂队，并驾驶奥迪最新的奥迪R15 TDI赛车参加该年度的勒芒24小时耐力赛。他与马塞尔·法斯勒和贝诺特·特鲁伊尔组成的车手组合取得全场及组别亚军，打破了竞争对手标致车队在比赛前半段的垄断地位。
2011赛季洛特勒继续与马塞尔·法斯勒和贝诺特·特鲁伊尔留在奥迪车队，驾驶奥迪R18赛车参加该年度勒芒24小时比赛。虽然在比赛中奥迪车队另外的两台赛车均因事故退赛，但洛特勒所在的车组最终抵挡了标致车队的进攻，最终以领先第二名13秒的优势取得全场及组别冠军，这是奥迪在勒芒赛场取得的第10次全场胜利，也是洛特勒的首次勒芒24小时全场胜利。
2012年-2016年，洛特勒与马塞尔·法斯勒和贝诺特·特鲁伊尔继续搭档代表奥迪车队参加世界耐力锦标赛及勒芒24小时耐力赛，并在5次勒芒24小时比赛中3次登上领奖台，取得两次全场冠军及一次全场季军，还在2012赛季取得WEC车手总冠军，2013-2015赛季连续三次取得WEC车手积分榜亚军。
2017年，在奥迪宣布退出WEC赛场后，洛特勒转投保时捷车队，并与2016赛季WEC车手总冠军尼尔·贾尼和尼克·坦迪搭档出赛，全赛季7次登上领奖台，共取得3次杆位及一个最快圈速。
2017赛季末，在保时捷宣布退出WEC赛场后，洛特勒在2018-19赛季WEC“超级赛季”与队友尼尔·贾尼一同转投睿柏林车队搭档布鲁诺·塞纳参赛，全赛季两次登上领奖台，最终排名车手积分榜第5位。

### F1正式车手（2014）
2014年，卡特汉姆车队宣布洛特勒将在2014年比利时大奖赛取代小林可梦伟参加比赛，这是他时隔12年之后的F1正赛首秀。他在排位赛上取得第21位，排在队友马库斯·埃里克森之前，但在正赛第一圈却因机械故障被迫退赛。随后的意大利站上，卡特汉姆车队邀请洛特勒继续代表车队参赛，然而在车队宣布羅伯托·梅里将代表车队出赛第一节自由练习赛后，洛特勒婉拒了继续参赛的邀请。

### 电动方程式（2017-今）
2017年，洛特勒加入钛麒车队，与让-埃里克·韦尔涅搭档出赛2017–18赛季的电动方程式比赛。该赛季揭幕战香港站双赛上，洛特勒在首回合被取消成绩，又在第二场比赛中以第13名完赛，未能取得积分；马拉喀什站上，他又在第20圈因赛车硬件问题退赛。随后在圣地亚哥站上，他在与队友韦尔涅的缠斗中取胜，取得在电动方程式的首个领奖台的同时，还让钛麒车队成为电动方程式史上首个正在分站赛上包揽冠亚军的车队。随后他在罗马站上再次取得季军，最终以64分在年度车手积分榜上排名第8位。

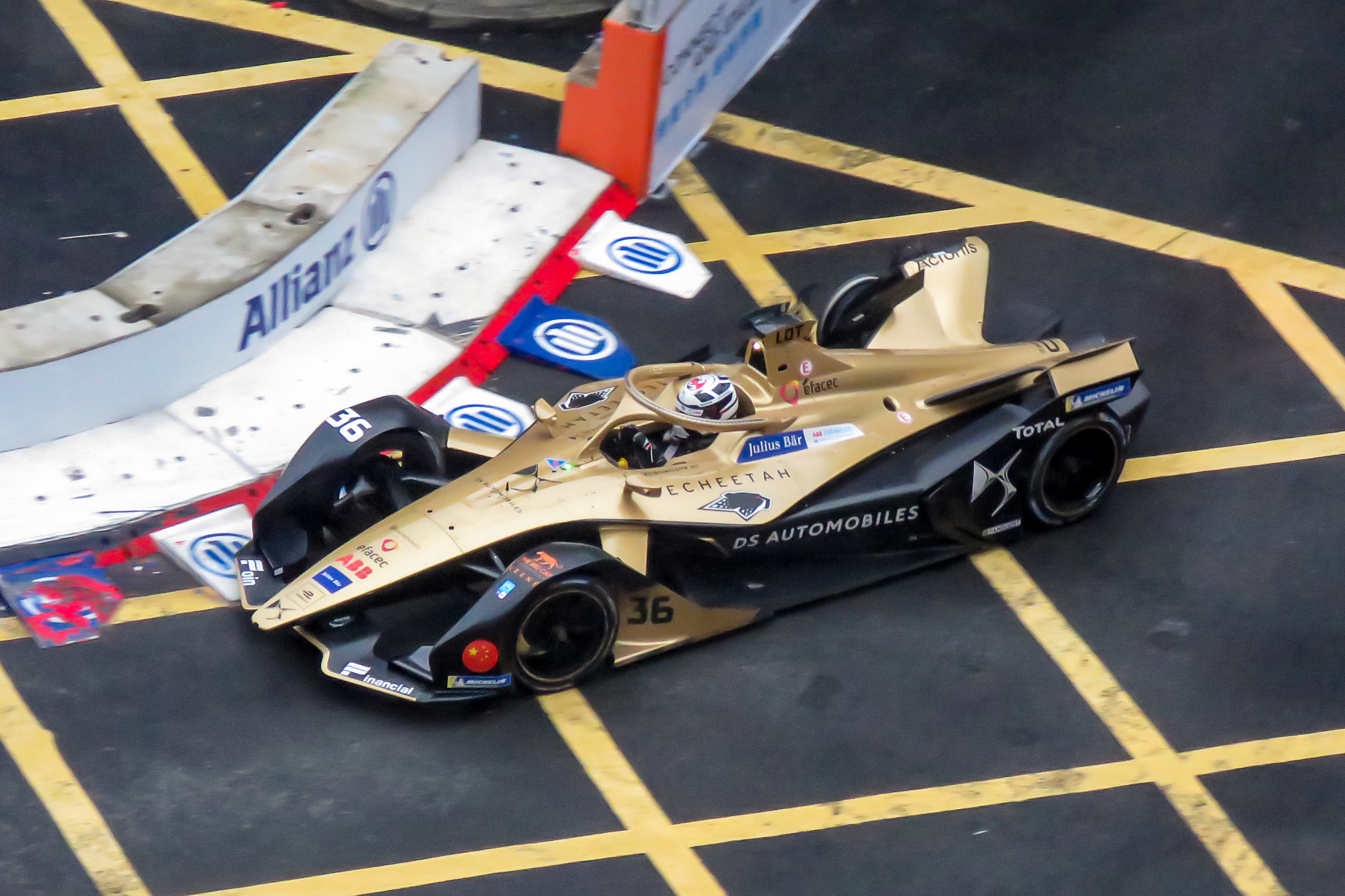
2019年香港电动大奖赛上的洛特勒

而在2019年香港站上，洛特勒几乎获胜，却在倒数第二圈与山姆·伯德发生碰撞，最终发生爆胎，只以第14名完赛。2019年罗马站上，他取得电动方程式生涯首个杆位，最终在正赛中位列捷豹车队的米奇·埃文斯之后，取得亚军。而在赛季最后四场比赛中，洛特勒未能得分，最终他以86分再次位列车手积分榜第8位，而队友韦尔涅却连续第二个赛季取得车手总冠军。

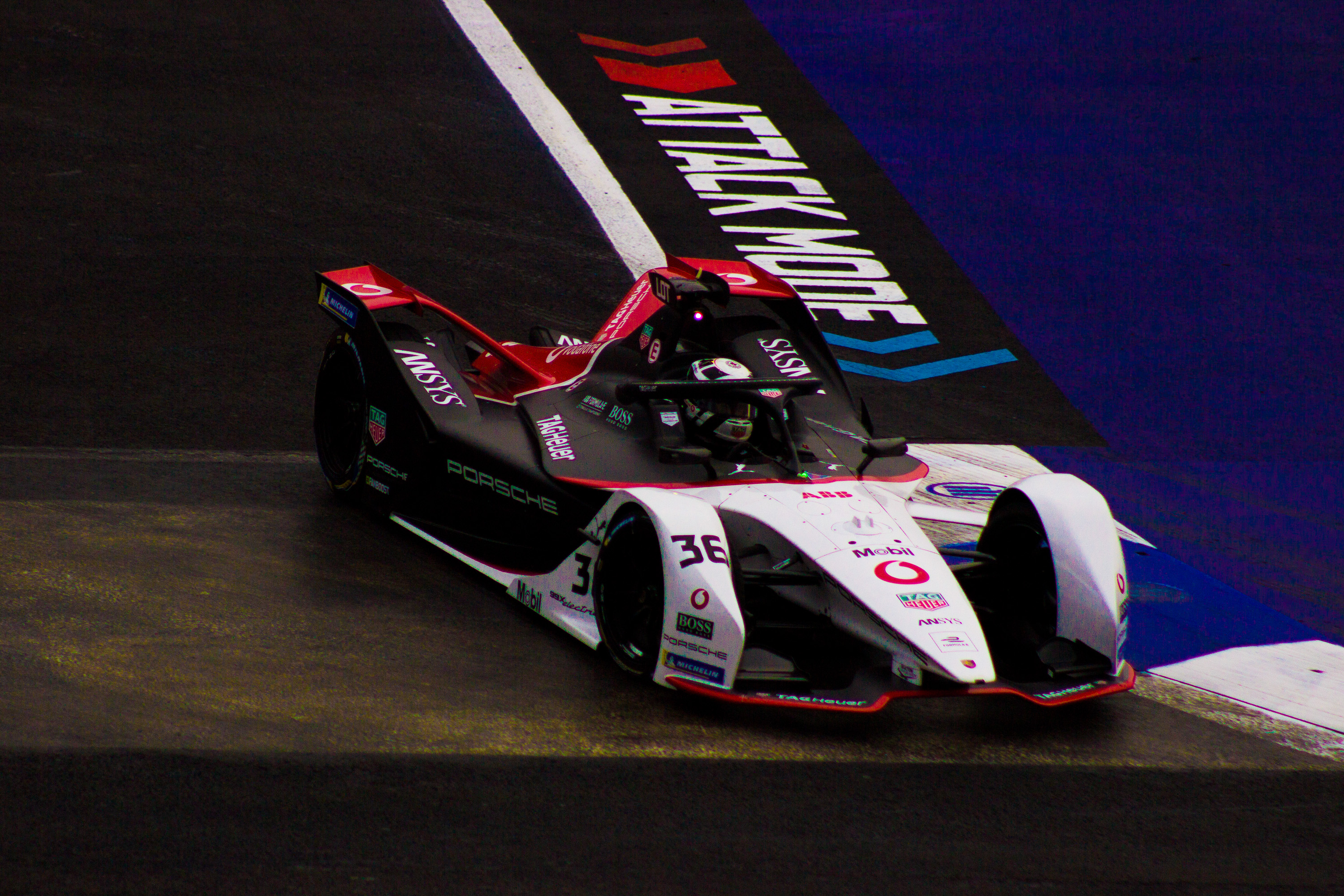
2020年墨西哥城站上代表保时捷车队的洛特勒，该站比赛他获得杆位

2019-20赛季，洛特勒离开钛麒车队，转投泰格豪雅保时捷电动方程式车队并再次与尼尔·贾尼搭档出赛，而他的席位则由安東尼奧·費利克斯·達·科斯塔取代。赛季揭幕战德拉伊耶站双赛上，他在首回合取得亚军，但在第二回合仅取得第14名。而在墨西哥城站上，他取得代表保时捷车队的首个杆位，却在正赛首个弯角丢掉领先位置，最终退赛。而在柏林站连续6场比赛中的首场比赛之中，他再次登上领奖台并取得亚军。该赛季洛特勒以71分连续第三个赛季排名车手积分榜第8位。
2020-21赛季，洛特勒留在保时捷车队，搭档则更换为前F1车手帕斯卡·维尔莱茵。该赛季洛特勒仅在瓦伦西亚站双赛的第二回合唯一一次登上领奖台并取得亚军，而在赛季揭幕战普埃布拉站上，他和维尔莱茵均因使用了未申报的比赛车胎而取消成绩。该赛季洛特勒以58分排名年度第17位。
2021-22赛季，洛特勒连续第三个赛季留在保时捷车队，并在墨西哥城站取得亚军，在5站比赛之后以43分排名年度第6位。该赛季结束后，洛特勒由于被保时捷任命为其LMDh项目全职车手而计划离开电动方程式赛场，但2022年9月他与转用保时捷动力单元的Avalanche安德烈提电动方程式车队签约，将搭档英国车手杰克·丹尼斯参加2022-23赛季的电动方程式比赛。

### 重回耐力赛场（2022-）
2022年6月25日，保时捷宣布洛特勒将加盟全新组建的保时捷-潘世奇车队，成为车队正式车手，自2023年起驾驶保时捷全新研发的保时捷963LMDh赛车，征战世界耐力锦标赛和国际赛车运动协会跑车锦标赛最高组别的比赛，洛特勒时隔五年后也将再度代表保时捷厂队出赛WEC赛事。

## 个人生活
2004年前，洛特勒居住在日本东京以方便其参与日本赛事 ；此后他定居摩纳哥并时常拜访比利时尼韦勒以及德国伦宁根。
洛特勒除了赛车运动之外，还爱好骑行、收藏和驾驶老爷车、摄影、驾驶巴基车和探索美食 。
洛特勒在赛车圈的好友包括他在钛麒车队时的队友让-埃里克·韦尔涅，以及担任奥迪赛车运动部主管的前车手阿兰·麦克尼什。

## 历年成绩

### 一级方程式成绩
(图例)粗體為桿位出賽，斜體為最快圈速
| 年份   | 车队         | 底盘             | 引擎             | 1  | 2  | 3    | 4  | 5  | 6  | 7  | 8  | 9  | 10 | 11 | 12     | 13 | 14 | 15 | 16 | 17 | 18   | 19 | 排名 | 积分 |
| ------ | ------------ | ---------------- | ---------------- | -- | -- | ---- | -- | -- | -- | -- | -- | -- | -- | -- | ------ | -- | -- | -- | -- | -- | ---- | -- | ---- | ---- |
| 2014年 | 卡特汉姆车队 | 卡特汉姆车队CT04 | 雷诺F1-2014 V6 t | 澳 | 馬 | 巴林 | 中 | 西 | 摩 | 加 | 奥 | 英 | 德 | 匈 | 比 Ret |    | 新 | 日 | 俄 | 美 | 巴西 | 阿 | 第-  | 0    |

*赛季进行中。
†未完赛，但已完成赛事总里程的90%。